# Place de Bruxelles dans l'Union européenne
Pour les articles homonymes, voir Bruxelles (homonymie) et Quartier européen.
Bruxelles, siège de la plupart des institutions de l'Union européenne, est considérée de facto comme la capitale politique des 27,. Cependant, l'Union n'a pas de capitale officielle et aucun projet ne va actuellement dans ce sens.

## Histoire

### Naissance des Communautés
En 1951, la Belgique, l'Allemagne de l'Ouest, la France, l'Italie, le Luxembourg et les Pays-Bas signent le traité de Paris, qui crée la Communauté européenne du charbon et de l'acier (CECA), dotée d'institutions (la Haute Autorité, le Conseil des ministres, la Cour de Justice et l'Assemblée commune). Plusieurs villes ont été proposées pour les accueillir et Bruxelles aurait probablement été acceptée, mais le gouvernement belge appuyait Liège, dont les autres membres ne voulaient pas, et non Bruxelles à cause de conflits internes.
Un accord a dû être trouvé, car les institutions devaient commencer à travailler. Luxembourg a été choisi comme siège provisoire des institutions, sauf l'Assemblée commune qui s'est installée à Strasbourg, la seule ville disposant d'un hémicycle assez grand, celui du Conseil de l'Europe. Cet accord était temporaire et il était prévu de créer un « district européen » à Sarrebruck, ce qui n'est jamais arrivé,.
Le traité de Rome de 1957 établit deux nouvelles communautés, la Communauté économique européenne (CEE) et la Communauté européenne de l'énergie atomique (Euratom). Elles partagent l'Assemblée et la Cour de la CECA, mais disposent chacune d'un Conseil et d'une Commission (l'équivalent de la Haute Autorité de la CECA). Les discussions sur le siège de ces nouvelles institutions ont été reportées au dernier moment, avant l'entrée en vigueur du traité, afin de ne pas retarder sa ratification par les États membres.
Bruxelles n'a été candidate qu'un mois avant le début des pourparlers et a été officieusement soutenue par plusieurs États membres. Les États étaient d'accord sur le principe de localiser les exécutifs, les conseils et l'assemblée dans une seule et même ville, sans pour autant décider quelle serait cette ville, et en repoussant de six mois la prise de décision. En même temps, l'Assemblée désire rester à Strasbourg, et les nouvelles commissions se rencontrent alternativement au siège de la CECA et au château de Val Duchesse à Bruxelles. Les Conseils se réunissaient là où leurs présidents le désiraient. Dans les faits, jusqu'à l'automne 1958, c'était le château bruxellois qui était choisi, jusqu'à un déménagement au centre de Bruxelles, au 2 rue Ravenstein.

### Installation à Bruxelles et développement urbanistique hasardeux
Bruxelles a manqué le coche à cause de la faible campagne du gouvernement belge, alors que la population soutenait cette candidature. Le gouvernement belge a finalement poursuivi sa campagne, et a commencé à construire sur une grande échelle, louant des espaces de bureaux à l'est de la ville pour l'utilisation par les institutions. Le 11 février 1958, les six gouvernements concluent un accord non officiel sur le siège des communautés. En partant du principe qu'il faudrait deux ans pour préparer les bureaux après qu'une décision soit prise, tous les services sont installés à Bruxelles, dans l'attente d'un rapport d'un comité d'experts sur le choix approprié.
En attendant la fin des travaux des bureaux de l'avenue de la Joyeuse Entrée, les bureaux déménagent au 51-53 rue Belliard le 1er avril 1958 (locaux qui seront utilisés plus tard exclusivement par l'Euratom). Le nombre de fonctionnaires augmentant rapidement, les services sont installés rue du Marais, avenue de Broqueville, avenue de Tervueren, rue d'Arlon, rue Joseph II, rue de la Loi et avenue de Cortenbergh. Le gouvernement belge fournit des bureaux neufs au Mont des Arts (22 rue des Sols) pour le secrétariat du Conseil des ministres et pour la Banque européenne d'investissement,.
Le comité d'experts déclare que Bruxelles pourrait être une bonne option pour être la future capitale européenne : c'est une grande ville de 172 km2 disposant d'une zone métropolitaine active, de moyens de communication efficaces avec les autres capitales européennes et dont le centre est fluide et où la qualité de l'habitat est bonne, située au cœur d'un vaste système de transport interne, étant un centre d'affaires international important, capable d'accueillir les fonctionnaires européens et une économie ouverte. Elle offre des possibilités culturelles et de loisirs variées avec ses centres culturels, ses grands musées, ses cinémas et ses théâtres. Elle abrite plusieurs écoles européennes et internationales et deux universités. De plus, elle dispose d'une infrastructure médicale et hospitalière de qualité et d'un système de sécurité sociale avancé et accessible aux citoyens européens. Enfin, elle est située à la frontière entre les cultures latine et germanique et elle est le centre de la première expérience d'intégration d'après-guerre : le Benelux. Enfin, en tant que capitale d'un petit pays, elle n'est pas susceptible de receler une possibilité de faire peser une influence excessive sur les autres États, étant considérée comme un territoire neutre entre les deux plus grandes puissances européennes, la France et l'Allemagne. Le rapport du comité a été approuvé par le Conseil, le Parlement et les Commissions; cependant, le Conseil était incapable de procéder au vote final et a remis la décision pendant trois ans, malgré le fait que les institutions désiraient rester à Bruxelles.
La décision a été remise à cause de divergences entre les positions nationales, qui empêchaient qu'un compromis unanime soit trouvé. Le Luxembourg souhaitait conserver le siège de la CECA ou obtenir des compensations, la France souhaitait maintenir Strasbourg et l'Italie, initialement derrière Paris, souhaitait qu'une ville italienne contrecarre Luxembourg et Strasbourg. En attendant, le Parlement a passé une série de résolutions non contraignantes, se plaignant de la situation de confusion dans laquelle il se trouvait, étant lui-même éparpillé à travers trois villes.

### Traité de fusion des exécutifs communautaires:statu quopolitique et urbanistique

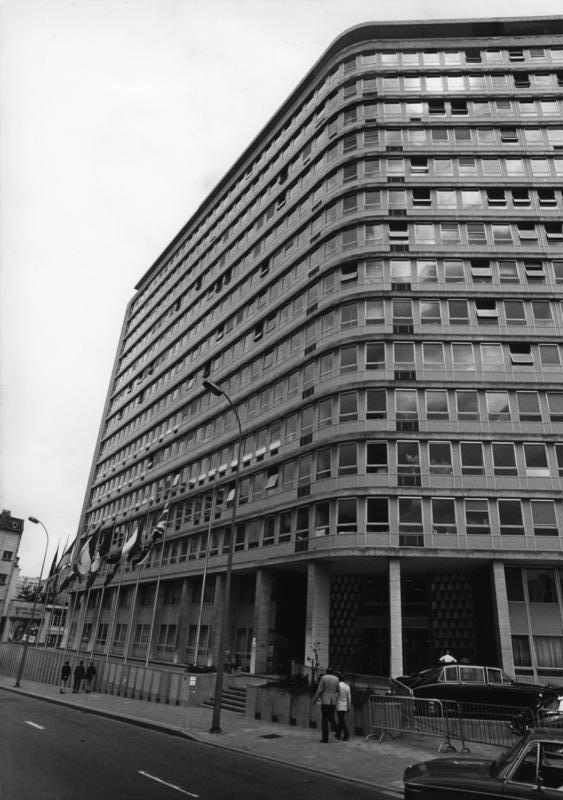
Le Charlemagne (avant sa rénovation), siège du Conseil entre 1971 et 1995.

Le traité de Bruxelles de 1965 est l'occasion de résoudre ce problème, les Commissions et Conseils étant réunis. Le Luxembourg, concerné par la perte de la Haute Autorité, propose un compromis entre Bruxelles et Luxembourg. La Commission et le Conseil iraient à Bruxelles et Luxembourg conserverait la Cour et l'Assemblée parlementaire, ainsi que quelques départements de la Commission. Cette proposition a bien été accueillie, mais la France s'y est opposée car elle ne voulait pas voir le Parlement quitter Strasbourg. Le Parlement, quant à lui, voulait être près du pouvoir exécutif et regrettait de ne pas être consulté sur sa propre localisation.
De là est sorti un statu quo, mais avec quelques ajustements : la Commission, ainsi que la majorité de ses départements, est maintenue à Bruxelles. C'est également le cas pour le Conseil, sauf aux mois d'avril, juin et octobre, pendant lesquels il se réunit à Luxembourg. Dès lors, le secrétariat de la CECA sis à Luxembourg fusionne avec celui de la CEE et de l'Euratom à Bruxelles. D'abord installé dans le site du Ravenstein, au Palais des Congrès, le secrétariat unifié s'installe ensuite au Charlemagne avant d'intégrer le Berlaymont en 1971. Cet accord conforte l'Union européenne à Bruxelles, même si le Luxembourg garde la Cour de Justice, quelques départements de la Commission et le secrétariat du Parlement européen. Quant à Strasbourg, elle garde le siège du Parlement,,.
Durant les deux dernières décennies du XXe siècle, à Bruxelles, les fonctionnaires sont donc répartis au sein de plusieurs bâtiments différents depuis la rue Belliard, l'avenue de la Joyeuse Entrée, la rue du Marais et le Mont des Arts. Le premier bâtiment construit est le Berlaymont, inauguré en 1969, qui est capable d'accueillir 3.000 fonctionnaires mais se révèle être trop petit, obligeant l'institution à s'agrandir dans le voisinage.
Pourtant, malgré l'accord pour que ces institutions restent à Bruxelles, la situation, pendant la première décennie, est précaire et la ville a cherché à consolider sa place en investissant dans de nouvelles constructions et infrastructures. Dans un premier temps, les constructions se font de manière sporadique, sans vision d'ensemble et sont basées sur la spéculation (voir : bruxellisation).

### Début de cohérence urbanistique à la rue de la Loi

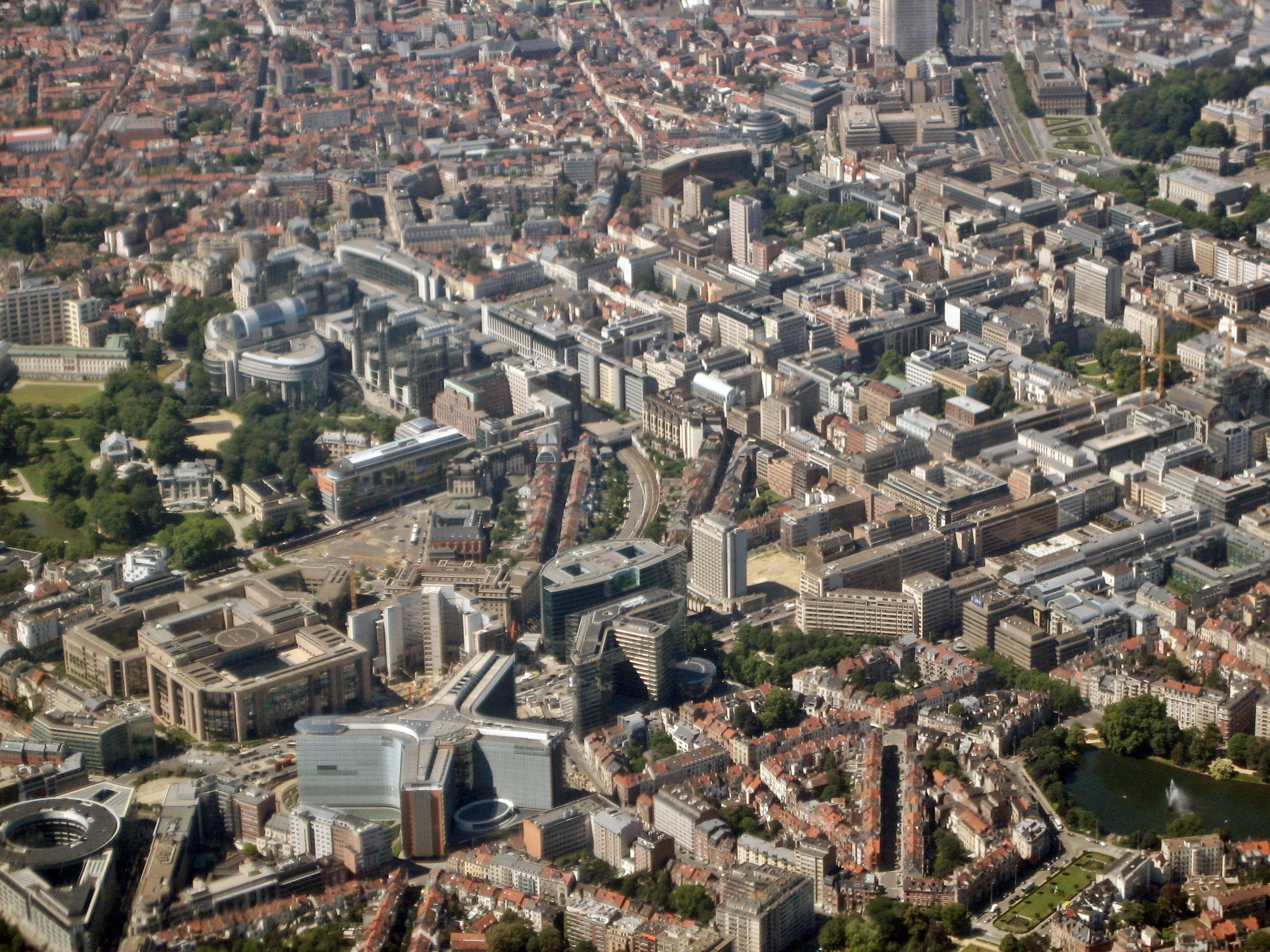
Vue aérienne du Quartier européen.

Avec le temps, l'implantation, côte à côte, du Berlaymont et du Charlemagne pour la Commission, et, en face, du Juste Lipse (Justus Lipsius) a induit un plan d'ensemble regroupant les institutions européennes de part et d'autre de la rue de la Loi, importante artère rectiligne connectée vers l'extérieur de la ville par des tunnels automobiles et ferroviaires. Or, la rue de la Loi est située dans la perspective monumentale de l'arc de triomphe du Cinquantenaire prolongeant la large avenue de Tervuren dont les huit kilomètres paysagers donnent accès à la banlieue résidentielle où habitent principalement les fonctionnaires européens. Cette situation offre un potentiel de développement propre à donner une certaine ampleur au paysage urbain du quartier européen tout en améliorant le fonctionnement des institutions. Dans ce but, il existe un plan général dû à Christian de Portzamparc visant à donner au quartier un monumentalisme représentatif de l'importance de la construction européenne par l'édification de tours jalonnant la rue de la Loi à la place des immeubles fonctionnels qui la bordent en ligne continue. Ce plan regroupe les bureaux européens tout en créant, entre les tours, des perspectives qui "aèrent" le quartier, notamment en ouvrant des vues vers le Parlement européen situé à moins d'un kilomètre. Cette proximité permet une liaison du parlement avec le siège de la commission et le conseil des ministres grâce à la ligne de chemin de fer souterraine qui, tout en étant utilisée par les migrants quotidiens qui viennent travailler à Bruxelles, assure des contacts faciles entre les divers organes de l'autorité européenne. S'y ajoute le métro urbain de la S.T.I.B. qui irrigue quelques-uns des quartiers de Bruxelles, les uns résidentiels à l'est, les autres, bureaucratiques, au centre-ville. Et à partir de ce nœud ferroviaire, une nouvelle ligne -entièrement creusée en souterrain en ouvrant les rues au minimum- relie le quartier européen avec l'aéroport international.
Ainsi, en même temps que le groupement administratif européen, la station de métro et la gare souterraine de chemin de fer interconnectées -dénommées toutes deux Schuman du nom d'un des pères de l'Europe- contribue d'ores et déjà à améliorer les circulations tout en accentuant l'homogénéité des institutions européennes.
La vision d'avenir qui a présidé à ce plan digne d'une capitale est le résultat de l'évolution qui a suivi l'accord de 1965 qui répartissait les institutions entre Bruxelles et Strasbourg. Malgré l'accord, le Parlement souhaitait se rapprocher des autres institutions. L'assemblée décida de déménager plusieurs de ses organes de prise de décision, les comités et les réunions des groupes politiques à Bruxelles. En 1983, les parlementaires inaugurèrent symboliquement une session plénière à Bruxelles, dans les salles souterraines du Centre de Congrès du Mont des Arts. Cependant, le manque d'équipements disponibles pour cette réunion improvisée parut compromettre Bruxelles comme étant une ville capable d'abriter le siège de l'institution. Les choses s'améliorèrent toutefois pour Bruxelles lorsque, en 1985, le Parlement put occuper son propre siège à Bruxelles, rue Wiertz, non loin du Berlaymont, siège de la Commission. On tient à Bruxelles des sessions partielles dont, au moins, une session plénière et les séances des commissions parlementaires. Cela se fit de façon non officielle, en raison de la nature sensible du lieu de siège du Parlement : aussi le bâtiment avait-il été construit sous le nom de « centre de conférence international ». Ce semi-déménagement du Parlement à Bruxelles a été attaqué sans succès par la France devant la Cour de Justice. La victoire du Parlement lui a permis de construire à Bruxelles de nouveaux équipements.

### Le compromis du Conseil européen d'Édimbourg

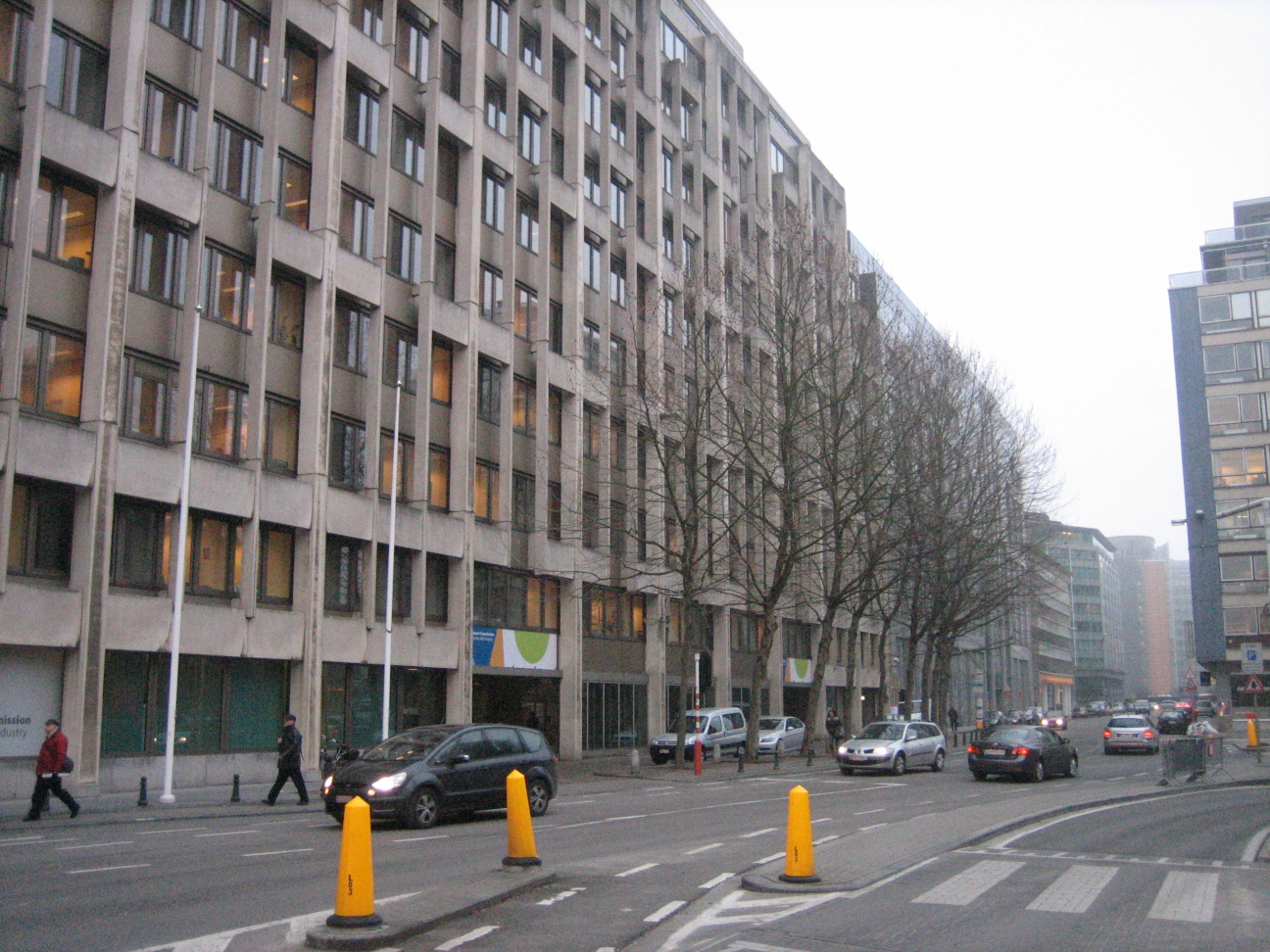
Le Breydel, qui a servi de siège à la Commission pendant la rénovation du Berlaymont.

Finalement, le Conseil européen d'Édimbourg des 11 et 12 décembre 1992 a adopté un accord sur la localisation des institutions. Cette décision, qui a été annexée au Traité d'Amsterdam, permet au Parlement de se réunir à Bruxelles pour les sessions supplémentaires et les comités. Les sessions, y compris la session budgétaire, doivent se dérouler à Strasbourg. La décision réaffirme la présence de la Commission et du Conseil à Bruxelles.
Peu de temps avant ce sommet, la Commission déménage au Breydel (en), le temps de désamianter le Berlaymont et de le réaménager en augmentant sa superficie. La Commission avait menacé de quitter la ville, ce qui aurait supprimé les chances pour Bruxelles d'accueillir le Parlement; c'est pourquoi le gouvernement belge est intervenu pour construire le Breydel à côté du Berlaymont en 23 mois, et a assuré que la Commission aurait déménagé avant le sommet d'Édimbourg. À la suite de ce sommet, le Parlement achète de nouveaux bâtiments à Bruxelles. De ce fait, le statut de capitale de l'Europe s'affirme de plus en plus comme définitif, aussi les ONG, les lobbyistes, les corps consultatifs et les bureaux régionaux s'installent également près des institutions.
Le Conseil, qui s'est agrandi au fur et à mesure des élargissements, s'est installé au Juste Lipse, bâtiment construit en face du Berlaymont et baptisé du nom d'un humaniste flamand de la Renaissance. et, en 2002, il a été décidé que les Conseils européens auront également lieu à Bruxelles au lieu de se déplacer comme avec la présidence rotative. Depuis 2004, tous les Conseils se sont tenus à Bruxelles, à l'exception de quelques réunions extraordinaires. Parmi les raisons avancées pour justifier cet établissement définitif à Bruxelles, l'expérience de la police belge pour la gestion des manifestations et la proximité des autres institutions ont joué un rôle déterminant.

## Statut
La Commission emploie 25 000 personnes, le Parlement 6000. En tout, ce sont 40 000 fonctionnaires européens qui travaillent à Bruxelles. De par cette concentration, Bruxelles est favorite en cas d'unification des installations du Parlement,. Elle n'est néanmoins pas la « capitale » de l'Union européenne, bien que certains observateurs constatent que Bruxelles accueille de plus en plus de sessions du Parlement. Ajouter à cela le siège des deux autres principales institutions et Bruxelles paraît être de facto la capitale de l'Union. Bruxelles est fréquemment qualifiée de « capitale » de l'Union, particulièrement dans les publications des autorités locales, de la Commission et dans la presse,,,,. En effet, les Bruxellois interprètent l'accord de 1992 comme établissant Bruxelles comme capitale.
Deux autres villes accueillent les institutions majeures : Luxembourg (Justice et second siège) et Strasbourg (principal siège du Parlement). Les autorités locales strasbourgeoises et les organisations basées dans la ville alsacienne utilisent également le terme de « capitale » de l'Europe,,. Bruxelles, Strasbourg et Luxembourg sont aussi citées comme capitales conjointes de l'Europe. En 2010, le vice-président des États-Unis Joe Biden, alors qu'il parlait du Parlement européen, a déclaré que Bruxelles, comme Washington D.C., pouvait prétendre au titre de « capitale du monde libre ».

### Lobbyistes et journalistes

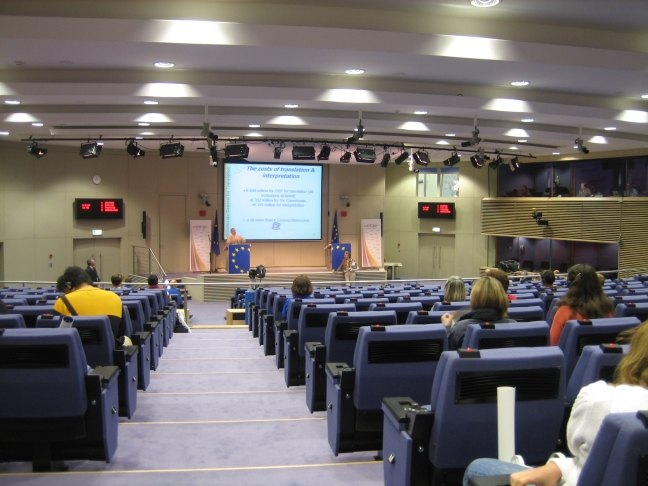
Bruxelles attire un grand nombre de journalistes (salle de presse de la Commission).

Densité de population de l'Europe en 2007. Bruxelles se situe entre les grands centres urbains.

Tout comme à Washington, Bruxelles regroupe un grand nombre d'activités politiques : certaines institutions nationales et régionales belges, les bureaux de plusieurs institutions de l'ONU et du Conseil de l'Europe, le siège de l'OTAN ainsi que la majorité des institutions de l'Union européenne. La ville accueille même davantage d'ambassadeurs que sa consœur américaine. 
Il y a aussi une présence importante de groupes de presse : la plupart des grands médias européens ont des représentants permanents à Bruxelles. Sur les 1 200 journalistes accrédités à Bruxelles, 1 000 sont étrangers (dont 120 allemands, alors qu'ils ne sont que 20 à 30 à Washington), néanmoins les journalistes américains sont sous-représentés, peu de journaux ayant envoyé un correspondant dans la ville.
De plus, 20 000 lobbyistes sont enregistrés dans la ville belge et dépenserait chaque année au moins 1,5 milliard d'euros dans le cadre de leurs activités.

### Accessibilité
Bruxelles est dans une situation idéale dans ce que l'on appelle la « banane bleue », entre Paris, Londres, le Rhin et la Ruhr et le Randstad. Par le train à grande vitesse, Bruxelles est à 1 h 25 de Paris, 1 h 50 de Londres, d'Amsterdam et de Cologne (et Düsseldorf) et à 3 heures de Francfort.
Au début du XXIe siècle, un projet de chemin de fer européen, l'EuroCap-Rail, reliant Bruxelles à Luxembourg et Strasbourg est envisagé Depuis 2005, les voies entre Bruxelles et Luxembourg sont en cours d'amélioration pour permettre une augmentation de la vitesse dans la perspective de l'emploi de voitures de type « pendulaire ». Bruxelles est également desservie par l'aéroport de Bruxelles-National, situé dans la commune flamande de Zaventem, à quelques kilomètres du centre-ville, avec des liaisons par autoroute et par le chemin de fer. De plus, l'aéroport de Charleroi-Bruxelles-Sud, près de la ville wallonne de Charleroi, à 50 km de Bruxelles, augmente encore l'accessibilité aérienne de la capitale.

## Quartier européen
La rue de la Loi, nom emblématique, est l'artère où sont implantées les principales institutions européennes qui y voisinent avec les ministères belges les plus importants ainsi que le Parlement belge qui occupent la partie la plus ancienne du site qui remonte au XVIIIe siècle. À Bruxelles, la « rue de la Loi » désigne la zone formant un triangle entre le parc de Bruxelles multiséculaire, le parc du Cinquantenaire et le parc Léopold, tous deux du XIXe siècle. Les institutions européennes de la Commission, du Conseil des ministres sont implantées dans la partie moderne de la rue de la Loi, près des gares souterraines de la station Schuman de métro et du chemin de fer, au rond-point Schuman. Le Parlement européen est situé non loin de là, en bordure du parc Léopold, près de la gare de Bruxelles-Luxembourg et de la place du Luxembourg.
Cette zone est historiquement résidentielle, mais elle a perdu cette fonction au fur et à mesure que les institutions s'y installaient. Les constructions historiques et résidentielles ont été remplacées par des bureaux modernes, à quelques exceptions près. Ces bâtiments ont été construits, au début, sans grand plan d'ensemble et sans contrôle gouvernemental, mais de par la spéculation du secteur privé investissant dans des espaces qui n'auraient jamais pu voir le jour sans cela. Ce qui, d'ailleurs, s'avéra utile pour remplir le temps entre les débuts de l'Europe à Bruxelles et la prise en main officielle par la Belgique du processus de leur installation. Après l'investissement considérable du Berlaymont et de sa transformation, le gouvernement belge se mit à investir dans l'infrastructure du quartier en soulignant que le développement incertain des débuts était révolu. Depuis la fin du XXe siècle, des concours d'architecture sont organisés dans une perspective d'homogénéisation du quartier de la rue de la Loi et de son développement monumental prévu suivant le plan de l'architecte Christian de Portzamparc né des suites de l'implantation du bâtiment du Conseil Juste Lipse en face du Berlaymont, siège de la Commission, ainsi qu'un plan directeur.
| Espace Léopold Paul-Henri Spaak Eastman (Maison de l'histoire européenne) Juste Lipse Europa Lex Delors (Comités) Triangle Building (SEAE) Conseil d'État · de Belgique Berlaymont Charlemagne ECHO Tour Madou Couvent Van Maerlant Breydel Rond-point Schuman Parc Léopold Parc du · Cinquantenaire Place du Lux. Place · Jean Rey Jardin du · Maelbeek · Place Jourdan Mail · Square Marie-Louise Square · Palmerston · Square · Ambiorix · Square · Marguerite · Square · Frère Orban · Square · Meeûs · Institut des Sciences naturelles Maelbeek Schuman Bruxelles-Luxembourg Madou Arts-Loi Merode 1 2 3 4 5 Rue de la Loi Boulevard Charlemagne Rue Belliard Avenue de Cortenbergh Chaussée d'Etterbeek Rue Luxembourg Rue Froissart Commission Parlement Conseil Autres Espaces verts Zones piétonnes Gare de chemins de fer Station de métro |

Le projet piloté par l'architecte Christian de Portzamparc pour la reconstruction de la rue de la Loi avec l'ouverture de perspectives vers le Parlement est hautement centralisé et critiqué par certains pour être un ghetto administratif isolé du reste de la ville. Mais cet avis n'est pas partagé par tous ceux qui pensent que, au contraire, le bon fonctionnement des institutions ne peut qu'être facilité par leur regroupement à proximité les unes des autres. Mais il manque des édifices remarquables spécifiquement européens symbolisant Bruxelles capitale de l'Europe, même si le Berlaymont, avec sa silhouette typique aux façades courbes connues du monde entier par la photo et la télévision, a fini par remplir ce rôle.
Certains, comme Rem Koolhaas, affirment que Bruxelles a besoin d'un symbole fort pour représenter l'Europe d'une façon typiquement reconnaissable comme la tour Eiffel pour la France et la statue de la Liberté pour les États-Unis. Bruxelles a l'Atomium, mais, dans l'opinion publique internationale, cette monumentale représentation d'une molécule de fer n'est pas tant assimilée à l'image européenne de Bruxelles qu'à l'image de la science triomphante, comme on le concevait en 1958, lors de l'Exposition universelle de Bruxelles (alors que c'est pendant la même période que l'Europe s'installait à Bruxelles). Certains, comme Umberto Eco, répondent que la situation, au début du XXe siècle, correspond à l'idée de l'Europe que les citoyens ressentent à travers Bruxelles, « capitale douce » plutôt que « cité impériale », ce qui reflète la fonction de l'Union comme « serveur » de l'Europe. Aussi, le plan de développement vise-t-il à donner une identité visuelle au quartier européen de Bruxelles sans verser dans le grandiose.
Cependant, la vision de la perspective de la rue de la Loi vers l'arc de triomphe à trois arches du parc du Cinquantenaire donne une perspective monumentale au quartier européen. Mais ce monument célèbre une révolution belge qui donna l'indépendance au pays en 1830. Il resterait à l'Europe à lui conférer un sens compatible avec l'idéal européen de paix. Cela impliquerait de donner un sens nouveau à cet arc de triomphe belge à trois arches de style romain construit par un architecte français, Giraud, pour commémorer une guerre des Belges contre les Hollandais. N'y a-t-il pas, dans les divers aspects historiques de ce monument et dans la forme même de celui-ci la source d'une inspiration pour glorifier l'Europe ?[style à revoir] Le quadrige impétueux qui le surmonte, œuvre du sculpteur Vinçotte, ne peut-il devenir un symbole européen par delà la querelle belgo hollandaise qui a motivé son érection, tellement représentative des conflits passés de l'histoire européenne, conflits auxquels la création des institutions européennes a voulu mettre fin à jamais ?[style à revoir] Parlera-t-on un jour du char de l'Europe galopant en tête des institutions de la rue de la Loi (de la loi européenne, bien sûr)[style à revoir] ? D'ailleurs, dans la perspective des projets des années 2020, on voit[Qui ?] d'aucuns proposer une synergie du site européen avec le site du parc du Cinquantenaire et ses grands musées d'art et d'histoire qui englobent[réf. souhaitée] le passé européen et mondial à travers des collections parmi les plus importantes au monde. La vision se dessine d'une implantation européenne de prestige dans le parc, tout en respectant la dimension historique de celui-ci représentée par ses monuments et ses grandes institutions culturelles belges étroitement liées à l'histoire européenne et prêtes, pour cette raison, à une conversion qui fera d'elles des institutions culturelles européennes[réf. nécessaire].

La rue de la Loi, avec à gauche, le bâtiment Europa et à droite, le bâtiment Berlaymont.

### Bâtiments de la Commission

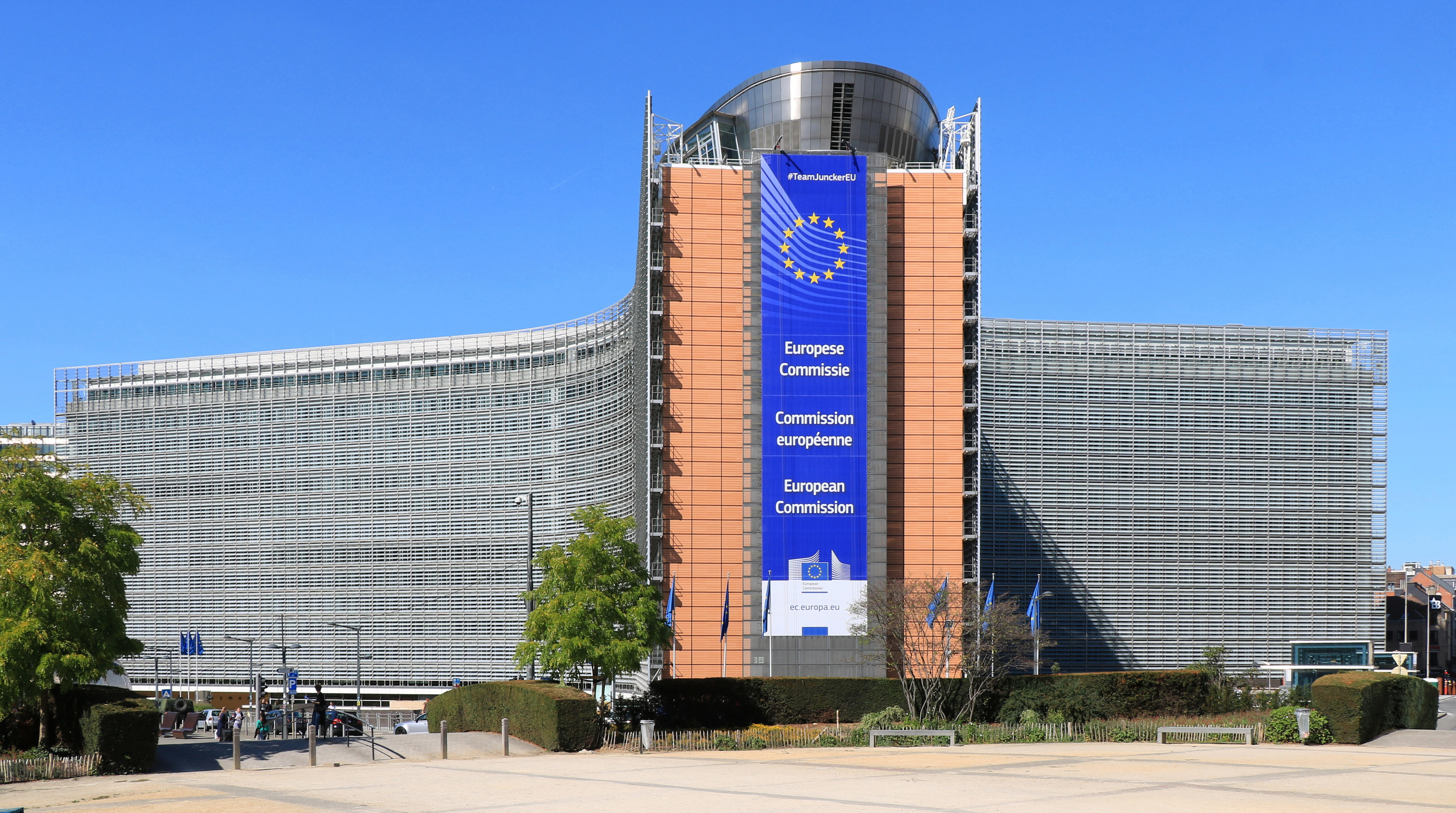
Le Berlaymont, siège de la Commission européenne.

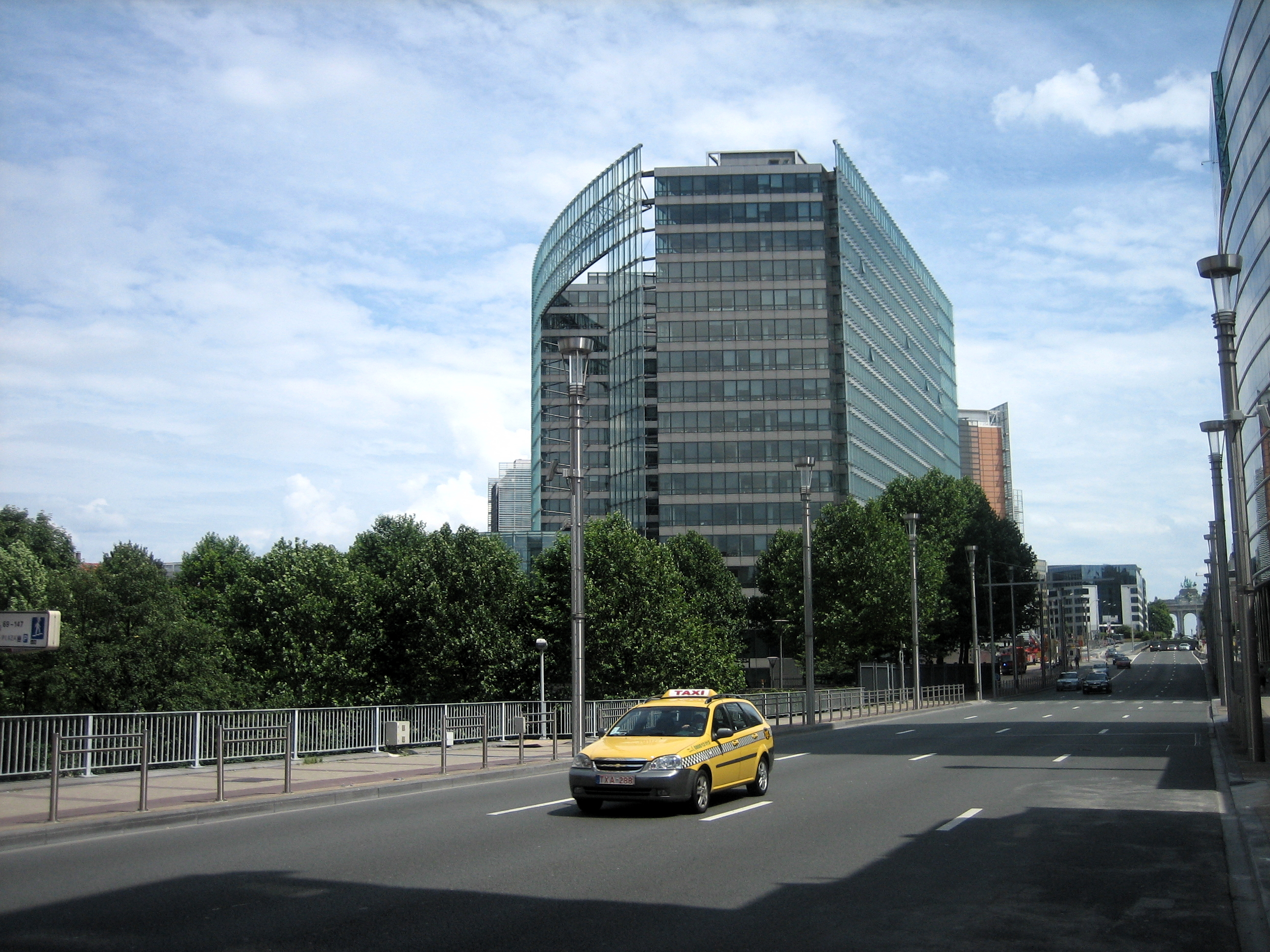
Le Charlemagne, le deuxième plus grand bâtiment de la Commission qui accueille son département des relations extérieures.

La construction la plus connue est le Berlaymont, le siège de la Commission. Il est le premier bâtiment à avoir été construit dans les années 1960 pour la Communauté. Il a été dessiné par Lucien de Vestel, Jean Gilson, André Polak et Jean Polak et payé par le gouvernement belge (qui aurait pu l'occuper si la Commission avait quitté Bruxelles). Il a la forme d'une étoile à quatre branches construite autour d'un noyau central portant à son sommet une structure à laquelle sont suspendus les étages.
Construit avec les techniques des années soixante qui recouraient à l'amiante comme pare feu, le bâtiment a été rénové dans les années 1990 avec pour programme d'être agrandi en profitant de travaux rendus nécessaires par l'enlèvement de l'amiante. Après une période d'exil au Breydel, avenue d'Auderghem, durant les travaux, la Commission a pu réoccuper le Berlaymont en 2005, et l'a acheté pour 550 millions d'euros.
Le président de la Commission occupe le bureau le plus grand, près de la salle de réunion de la Commission, au dernier étage (le 13e). Bien qu'il soit le principal bâtiment de la Commission, il n'abrite que 2000 des 20 000 fonctionnaires basés à Bruxelles. En plus des commissaires et de leurs cabinets, le Berlaymont accueille aussi le Secrétariat général de la Commission, son Service juridique et ses Services audiovisuels.
La Commission occupe dans le quartier européen 865 000 m2 dans 61 bâtiments, le Berlaymont et le Charlemagne ne représentant que 50 000 m2. À la suite de l'élargissement à 12 nouveaux membres en 2004 et 2007, 2250 postes ont été créés, nécessitant un agrandissement de 35 000 m2 d'espace de bureaux. Pour éviter un « effet ghetto », la Commission cherche à se décentraliser et a cherché des espaces avenue de Beaulieu et rue de Genève, à Évère,.

### Autres institutions
Dans la rue de la Loi, en face du Berlaymont se trouve le Justus Lipsius, du nom d'un humaniste de la Renaissance, qui abrite le Conseil de l'Union. Le secrétariat du conseil était à l'origine basé dans le centre-ville. Il s'est ensuite rapproché des autres institutions en s'installant dans un nouveau bâtiment voisin du Berlaymont et baptisé le Charlemagne. On croit, en général, que ce nom a été choisi en référence à celui que d'aucuns considèrent comme le grand-père de l'Europe, mais, en réalité, ce nom fait référence au boulevard bruxellois au coin duquel le bâtiment a été édifié et qui portait ce nom depuis le XIXe siècle. D'aucuns voient dans ce baptême antérieur à l'européanisation de Bruxelles comme une prémonition du destin futur de la ville,. L'union européenne doit encore s'installer dans deux bâtiments, le Résidence Palace, ancien immeuble d'appartements de luxe équipé de salons, d'un théâtre, et d'une piscine en style Art déco, celui-ci devant être rénové en 2016. Des conférences de presse européennes s'y tiennent déjà. Enfin, le bâtiment appelé le Lex est occupé par le Conseil en 2007, les chefs d'État devant s'installer dans un bâtiment destiné à entrer en fonction en 2016. Situé en liaison entre le Justus Lipsius et le Résidence Palace il a la forme d'un grand ovoïde contenu dans un cube transparent.
Le bâtiment du Parlement, connu sous le nom d'espace Léopold, est situé au sud, entre le parc Léopold et la place du Luxembourg, près de la gare de Bruxelles-Luxembourg. Le complexe comporte deux bâtiments principaux : le Paul-Henri Spaak et l'Altiero Spinelli, qui couvrent 370 000 m2. Le complexe n'est pourtant pas le siège officiel du Parlement, celui-ci étant à Strasbourg et son secrétariat à Luxembourg. Néanmoins, depuis la décision de construire une partie du Parlement, abritant ses comités et plusieurs de ses sessions plénières à Bruxelles, les trois quarts de ses activités ont lieu dans la ville belge. C'est pour répondre aux besoins accrus qui en résultent que le bâtiment du Parlement a récemment été agrandi avec les bâtiments József Antall et Willy Brandt, qui ont été terminés et utilisés en 2007 et 2008. Le complexe devrait en principe fournir assez d'espace pour le Parlement pour les quinze ans à venir et aucun nouvel édifice n'est prévu.
Le Service européen pour l'action extérieure a pour siège l'immeuble « Le Capital », situé en haut de la rue de la Loi, au rond-point Schuman, face au Berlaymont et au Juste Lipse.
Le Comité économique et social et le Comité des Régions occupent ensemble le Delors, proche du parc Léopold et qui était occupé par le Parlement. Ils utilisent également le Bertha von Suttner. Les deux ont été baptisés en 2006,. Bruxelles abrite également deux agences, l'Agence européenne de défense (située rue des Drapiers) et l'Agence exécutive pour la compétitivité et l’innovation. Toutes deux occupent la tour Madou) située un peu à l'écart du quartier européen, mais reliée à lui par les grandes voiries de la rue de la Loi et des larges boulevards qui ceinturent le centre de la ville.

### Autres monuments  du quartier
On y trouve le Parc Léopold de Bruxelles, ancien Zoo de Bruxelles, la chapelle de la Résurrection et la Statue de l'Europe Unity in Peace.

## Effet démographique et économique
La présence de l'Union européenne a eu un effet économique et social significatif. Jean-Luc Vanraes, membre du Parlement bruxellois responsable des relations externes affirme même que la prospérité de Bruxelles « est une conséquence de la présence européenne ». En plus des institutions elles-mêmes, plusieurs compagnies se sont installées à Bruxelles, attirées par la présence de l'Union. Au total, 10 % des activités de la ville sont en lien avec la communauté internationale.
46 % de la population bruxelloise est originaire d'au-delà des limites de Bruxelles ; la moitié même provenant d'autres États membres de l'Union européenne. Plus ou moins trois cinquièmes des membres de la fonction publique de l'Union européenne vivent dans la Région de Bruxelles-Capitale : 63 % vit dans les communes proches du District européen, 24 % dans la région flamande au nord et 11 % dans la région wallonne au sud. La moitié des fonctionnaires européens deviennent propriétaires de leur maison à Bruxelles ou dans les environs. Les institutions européennes attirent directement et indirectement 50 000 personnes dans la ville. De plus, 20 000 personnes travaillent à Bruxelles grâce à la présence des institutions (générant ainsi deux milliards d'euros chaque année) et 2 000 compagnies étrangères sont installées dans la ville, employant 80 000 locaux parlant plusieurs langues.
Il y a à Bruxelles 3,5 millions de mètres carrés de bureaux occupés, la moitié étant pris par les institutions européennes seules. La majorité des espaces de bureaux est concentrée dans le quartier Léopold. Les coûts de fonctionnement des institutions de l'Union européenne atteignent au total 2 milliards d'euros par an, Bruxelles bénéficie directement de la moitié, à laquelle s'ajoute 800 millions d'euros venant des dépenses des diplomates, journalistes etc. Le tourisme d'affaire génère dans la ville 2,2 millions de nuitées par an dans les hôtels. Il y a à Bruxelles une trentaine d'écoles internationales (15 000 élèves, 2 000 employés), pour une valeur de 99 millions d'euros par an.
Néanmoins, il y a une division considérable entre les deux communautés, les Bruxellois se sentant parfois exclus du quartier européen (un « ghetto de cols blancs »). Les communautés ne se mélangent pas, chacune ayant sa propre société. Cela est dû au fait que beaucoup de fonctionnaires viennent à Bruxelles pour une période courte, croient-ils. Ils n'apprennent pas les langues locales (utilisant plutôt l'anglais/globish), restant entre eux et envoyant leurs enfants dans les écoles européennes plutôt que dans les belges,,.

## Avenir

### Reconstruction
En septembre 2007, le commissaire des Affaires administratives Siim Kallas et le ministre-président de la Région de Bruxelles-Capitale Charles Picqué ont dévoilé leur programme de reconstruction du quartier européen. Celui-ci comportera de nouvelles constructions (220 000 m2 de nouveaux espaces de bureaux), mais aussi une meilleure utilisation des espaces existants par le remplacement de nombreuses petites constructions par des bâtiments plus grands, mais en nombre plus réduit.

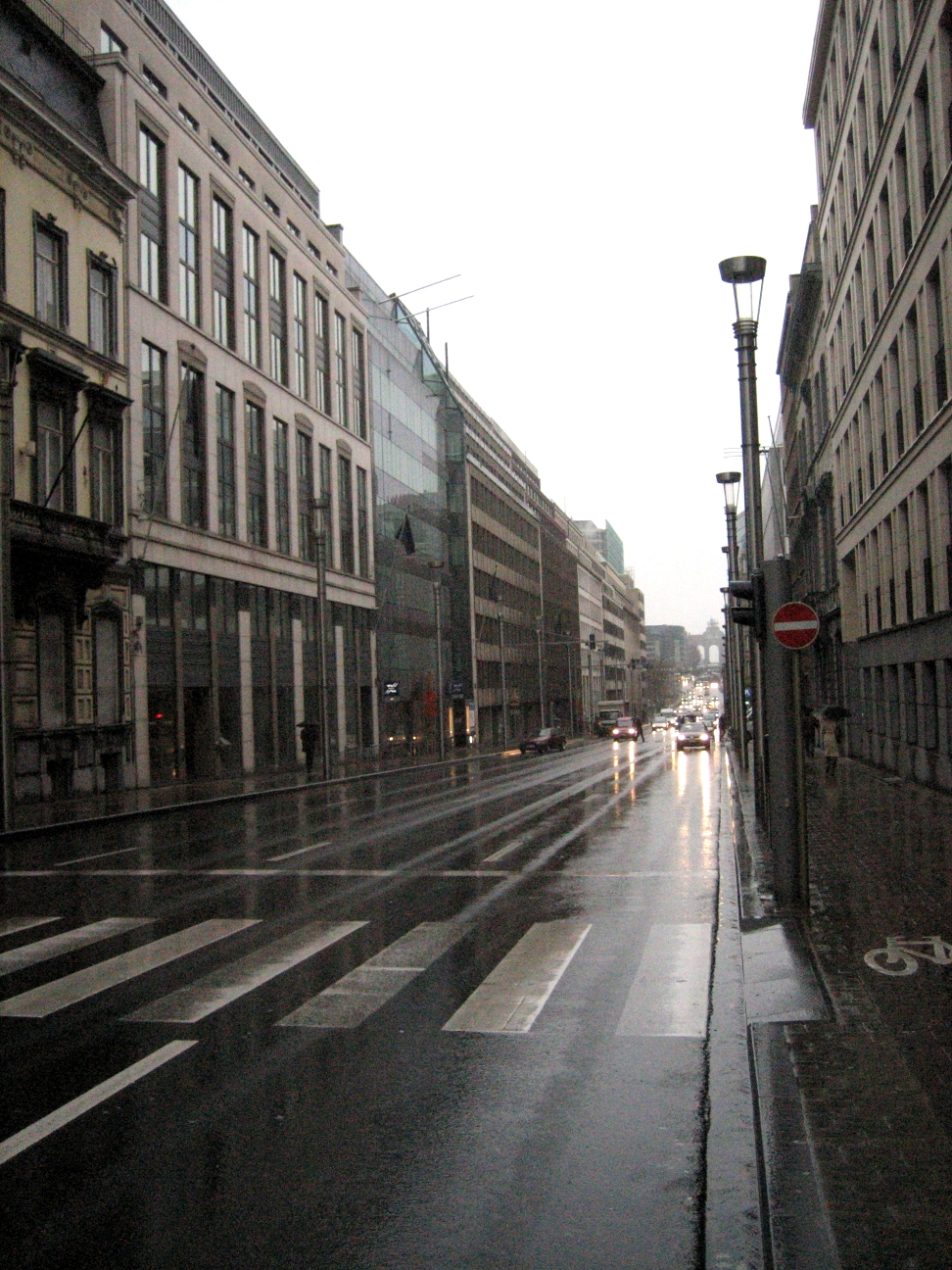
La rue de la Loi en 2009, sur le point d'être reconstruite avec des bâtiments plus grands et plus ouverts.

En mars 2009, une équipe franco-belgo-britannique emmenée par l'architecte français Christian de Portzamparc remporte un concours visant à redessiner la rue de la Loi, entre Maelbeek Garden et le Résidence Palace. Siim Kallas a expliqué que le projet sera mis en œuvre sur plusieurs longues périodes et non pas par un grand bouleversement, et qu'il créera une « zone symbolique des institutions de l'Union européenne », offrant « un corps et une âme au projet politique européen » et fournissant à la Commission de nouveaux espaces pour ses bureaux. La chaussée va être réduite de quatre à deux bandes et sera à nouveau en double sens. Les architectes ont proposé qu'une ligne de tram la parcoure en son centre, doublant la ligne de métro souterraine. Une série de hautes constructions seront érigées de chaque côté de la rue. Charles Picqué décrit les tours comme « des bâtiments iconiques qui seront parmi les plus haut de Bruxelles » et annonce que « les constructions en hauteur permettent de transformer des blocs fermés en espaces ouverts. »,. La plupart des tours oscilleront entre 16 et 55 mètres, la plus haute mesurera 80 mètres de haut, mais plus les constructions seront hautes, plus elles seront éloignées de la route. L'espace dégagé (environ 180 000 m2) servira à la construction de maisons, de magasins, de services et d'espaces ouverts pour donner au quartier une dimension plus « humaine ». Une sixième école européenne pourrait aussi être construite. Dans la partie occidentale du quartier, sur la petite ceinture, se trouve la Tour Madou, bâtiment primé dans un concours international et qui est occupé par l'Union européenne. C'est le long de cette importante rocade qui contourne le centre historique de Bruxelles qu'il y aura des « portes de l'Europe » pour ajouter un effet visuel à l'ensemble du quartier.
Étant donné les retards et le coût entraînés, dans le passé, par les travaux du Berlaymont et d'autres projets, le commissaire souligne que les nouveaux plans offrent le « meilleur rapport qualité-prix » et que les réalisations seront soumises à des concours internationaux d'architecture. Il a ajouté que le contrôle de l'empreinte carbone prendrait « une part intégrale du programme ». Charles Picqué a prévu un « nouveau symbole de l'Europe » dans le quartier. Cela pourrait être une « Maison de l'Europe », qui créerait un emblème de l'Europe et affirmerait la position de Bruxelles comme capitale de l'Europe. Le président de la Commission José Manuel Barroso a également vanté cette idée, souhaitant « un espace reflétant l'histoire du projet européen ». Le président du Parlement Hans-Gert Pöttering souhaite utiliser l'Eastman, près du parc Léopold, comme Maison de l'Histoire européenne contemporaine, mais n'a pas encore reçu le soutien des députés.

#### Places piétonnes

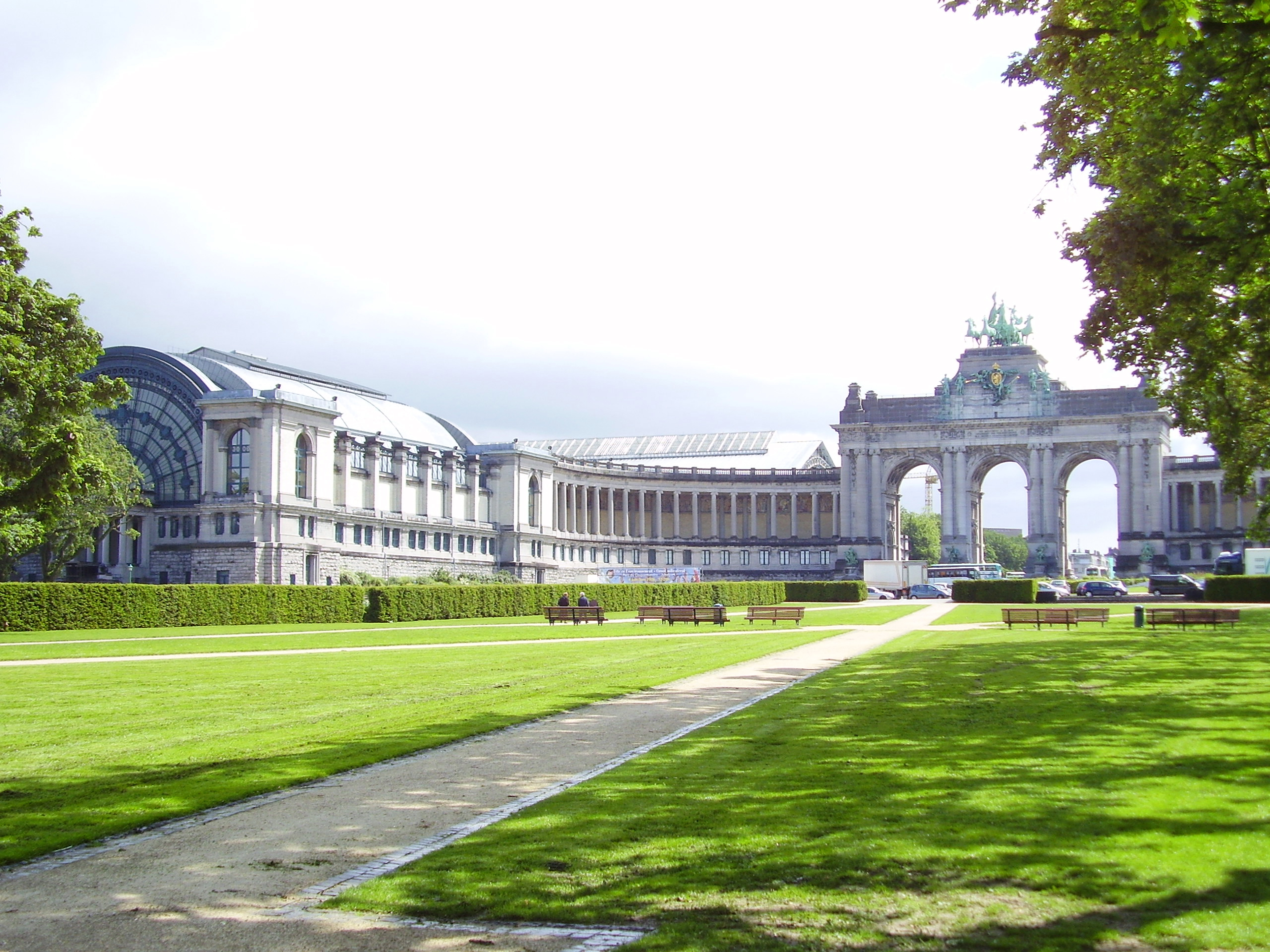
Le Cinquantenaire sera une des trois places piétonnes du quartier européen.

Il existe aussi un projet de rendre la partie de la rue de la Loi près du Berlaymont piétonne. Une nouvelle place Schuman (actuellement le rond-point Schuman) sera une des nouvelles places piétonnes. L'interconnexion souterraine de la station de métro Schuman et de la gare de chemin de fer sont reconstruites à la fin de 2015, plus vastes .
Un espace piétonnier liant le Berlaymont et le parc Léopold va être construit, mais nécessite la démolition d'une partie du Justus Lipsius, la façade sud devant être redessinée. Plusieurs connexions piétonnes et cyclables seront réparties à travers le quartier. Près de l'esplanade du Parlement, le bloc de bâtiments situé entre la rue d'Arlon et la rue de Trêves sera démoli pour créer un boulevard, semblable à une extension de la proche place du Luxembourg, la deuxième place piétonne.
La troisième place piétonne sera l'esplanade du Cinquantenaire, qui est utilisé pour des événements et des festivités belges et qui pourra également accueillir des événements festifs européens. Le parc du Cinquantenaire est également voué à accueillir une nouvelle station de métro et un parking souterrain.
En résumé, la construction du Berlaymont à la rue de la Loi rendue possible par l'expropriation, à cet endroit, du domaine religieux des « dames de Berlaymont » – le plus vaste terrain disponible dans cette zone de la ville – s'est avérée providentielle. En effet, elle plaçait l'Europe dans le prolongement du site du parc du Cinquantenaire, de ses grands musées et de son arc de triomphe ouvrant sur la large avenue de Tervueren résidentielle menant vers la périphérie en un parcours jalonné de parcs paysagers. Situation qui offre des possibilités considérables à l'Europe avec la diversité de bâtiments administratifs du quartier de la rue de la Loi, les capacités socio-culturelles du parc du Cinquantenaire et la qualité des logements des quartiers résidentiels de l'avenue de Tervueren et de ses environs. Cet ensemble bruxellois offre à l'Europe un grand potentiel de développement empreint de valeur humaine et culturelle.

### Extensions hors du quartier européen

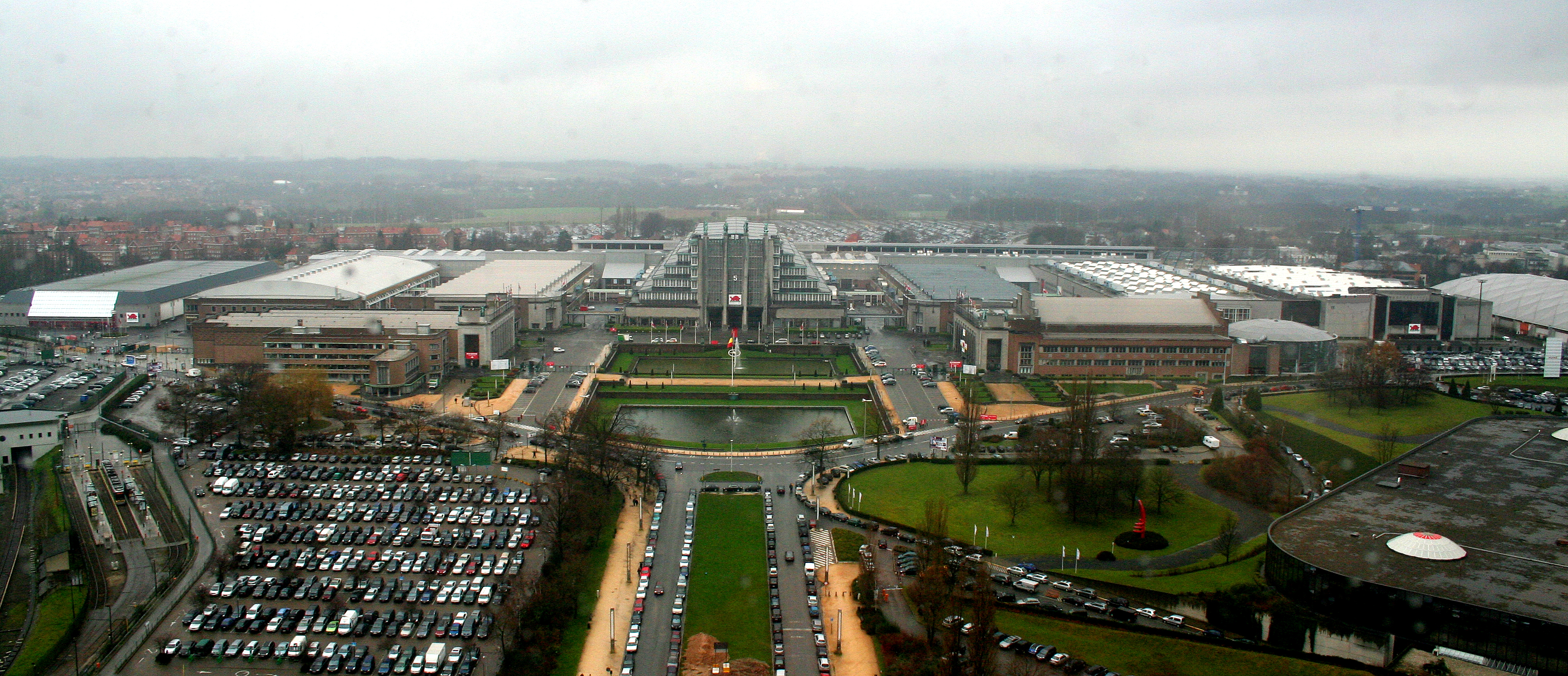
Palais du Centenaire au parc du Heysel.

La concentration de bureaux dans le quartier principal a causé une augmentation des prix de l'immobilier par une demande croissante et un espace réduit. En réponse à ce problème, la Commission a, depuis 2004, entamé une procédure de décentralisation à travers la ville, en investissant dans l'avenue de Beaulieu à Auderghem et dans la rue de Genève, à Évère. Cela a freiné l'augmentation des prix mais le quartier reste le plus cher de la ville (295 € par mètre carré contre 196 dans les autres quartiers),. Cependant, ni le Parlement ni le Conseil n'ont encore suivi cette politique de décentralisation.
La Commission envisage de développer deux ou trois grands « pôles » à l'extérieur du quartier, chacun atteignant au moins 100 000 m2. Le plateau du Heysel a été proposé par la ville de Bruxelles comme nouveau pôle. Le parc, situé autour de l'Atomium qui accueille déjà une école européenne, possède le plus grand parking de Belgique, une station de métro, les halls d'exposition des Grands Palais du Centenaire, ainsi que le parc d'attraction « mini-Europe » qui expose les maquettes de centaines de sites et de monuments européens. La ville souhaite construire là un centre de conférences internationales de 3500 places complétant le Palais des Congrès du centre-ville en y ajoutant un « important centre commercial », des logements et un nouveau stade à la place du stade roi Baudouin. Cependant, la commission prend son temps, apparemment soucieuse de ne pas trop disperser les bâtiments européens.
Pour rejoindre le pôle de Beaulieu, au sud-est du quartier européen, il existe une proposition de recouvrement des lignes de chemin de fer entre Beaulieu et le Parlement, pour créer une esplanade. Le trafic sur cette ligne, en augmentation, cause des problèmes environnementaux qui seraient résolus par le recouvrement. La surface sera recouverte par des dalles semblables à celles de l'esplanade du Parlement, pour créer un lien piétonnier entre les deux quartiers. Le plan propose que cette « promenade des Européens » de 3 720 mètres soit divisée en plusieurs zones, représentant chaque État membre.